# Tornei di tennis maschili nel 1890
Prima della nascita della cosiddetta "Era Open" del tennis, ossia l'apertura ai tennisti professionisti degli eventi più importanti, tutti i tornei erano riservati ad atleti dilettanti. Nel 1890 tutti i tornei erano amatoriali, tra questi c'erano i tornei del Grande Slam: il Torneo di Wimbledon, e gli U.S. National Championships.

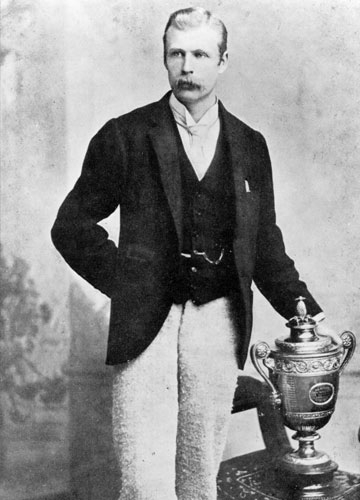
Immagine di Willoughby Hamilton che nel 1890 vinse il suo primo e unico titolo ai Championships

Nel 1890 venne disputata la quattordicesima edizione del Torneo di Wimbledon questo vide la prima vittoria di Willoughby Hamilton che sconfisse nella finale del torneo preliminare il britannico Harry Barlow per 2–6, 6–4, 6–4, 4–6, 7–5. Hamilton sconfisse poi nel challenge round il detentore del titolo, William Renshaw, per 6–8, 6–2, 3–6, 6–1, 6–1. Nella quinta edizione del doppio maschile i fratelli William ed Ernest Renshaw non difesero il titolo così Joshua Pim e Frank Stoker conquistarono il trofeo battendo in finale Ernest Lewis e George Hillyard 6-0, 7-5, 6-4.
Nel 1890 venne disputata anche la decima edizione dell'Irish Championships dove s'impose il britannico Ernest Lewis che sconfisse in finale Willoughby Hamilton per 3-6 3-6 9-7 6-4 7-5. Nello U.S. National Championships, (oggi conosciuto come US Open) tenutosi sui campi in erba del Newport Casino di Newport negli Stati Uniti nel singolare maschile s'impose lo statunitense Oliver Campbell, che sconfisse nella finale del torneo preliminare il connazionale Percy Knapp in 4 set col punteggio di 8-6, 0-6, 6-2, 6-3. Oltre al torneo di singolare maschile si disputò anche il torneo di doppio, non più allo Staten Island Cricket Club di New York, ma sempre a Newport: qui s'imposero Valentine Hall e Clarence Hobart che in finale hanno battuto Charles Carver e John Ryerson per 6-3, 4-6, 6-2, 2-6, 6-3.
Nel New South Wales Championships di Sydney ad imporsi nel singolare maschile fu l'australiano Dudley Webb che in finale ha battuto il connazionale H. E. Webb col punteggio di 6-2, 6-3, 6-2.
Nel British Covered Court Championships di Londra, uno dei primi tornei della storia ad essere disputato su campi indoor, s'impose nel singolare maschile Ernest Lewis che in finale sconfisse Ernest George Meers per 6-2 6-3 6-2.

## Calendario

### Gennaio
Nessun evento

### Febbraio
Nessun evento

### Marzo
| Settimana | Torneo                                                                            | Vincitore                | Finalista           | Semifinalisti | Eliminati ai quarti |
| --------- | --------------------------------------------------------------------------------- | ------------------------ | ------------------- | ------------- | ------------------- |
| 22 marzo  | British Covered Court Championships 1890 Londra, Gran Bretagna Singolare - Doppio | Ernest Lewis 6-2 6-3 6-2 | Ernest George Meers |               |                     |
| 22 marzo  | British Covered Court Championships 1890 Londra, Gran Bretagna Singolare - Doppio |                          |                     |               |                     |

### Aprile
| Settimana | Torneo                                                                     | Vincitore               | Finalista | Semifinalisti | Eliminati ai quarti |
| --------- | -------------------------------------------------------------------------- | ----------------------- | --------- | ------------- | ------------------- |
| 10 aprile | South Australian Championships 1890 Adelaide, Australia Singolare - Doppio | Bert H.E. Hambidge 13-7 | Gow       |               |                     |
| 10 aprile | South Australian Championships 1890 Adelaide, Australia Singolare - Doppio |                         |           |               |                     |

### Maggio
| Settimana | Torneo                                                                  | Vincitore                        | Finalista           | Semifinalisti                           | Eliminati ai quarti                                                |
| --------- | ----------------------------------------------------------------------- | -------------------------------- | ------------------- | --------------------------------------- | ------------------------------------------------------------------ |
| Maggio    | Irish Championships 1890 Dublino, Irlanda Singolare - Doppio            | Ernest Lewis 3-6 3-6 9-7 6-4 7-5 | Willoughby Hamilton |                                         |                                                                    |
| Maggio    | Irish Championships 1890 Dublino, Irlanda Singolare - Doppio            |                                  |                     |                                         |                                                                    |
| 15 maggio | New South Wales Championships 1890 Sydney, Australia Singolare - Doppio | Dudley Webb 6-2, 6-3, 6-2        | H. E. Webb          | R. N. S. Wells Percy Brereton Colquhoun | Walter John Carre Riddell J. R. Baker A. E. Crossman Harold S. Fox |
| 15 maggio | New South Wales Championships 1890 Sydney, Australia Singolare - Doppio |                                  |                     | R. N. S. Wells Percy Brereton Colquhoun | Walter John Carre Riddell J. R. Baker A. E. Crossman Harold S. Fox |

### Giugno
| Settimana | Torneo                                                                    | Vincitore                                        | Finalista                 | Semifinalisti | Eliminati ai quarti |
| --------- | ------------------------------------------------------------------------- | ------------------------------------------------ | ------------------------- | ------------- | ------------------- |
| Giugno    | Torneo di Cheltenham 1890 Cheltenham, Gran Bretagna Singolare - Doppio    | Harold Mahony 6-4 1-6 6-1 6-4                    | James Baldwin             |               |                     |
| Giugno    | Torneo di Cheltenham 1890 Cheltenham, Gran Bretagna Singolare - Doppio    |                                                  |                           |               |                     |
| 6 giugno  | National Collegiate Championships 1890 New Haven, USA Singolare - Doppio  | Frederick Hovey 6-2 3-6 7-5 2-6 6-4              | Oliver Campbell           |               |                     |
| 6 giugno  | National Collegiate Championships 1890 New Haven, USA Singolare - Doppio  |                                                  |                           |               |                     |
| 7 giugno  | West of England Championships 1890 Bath, Gran Bretagna Singolare - Doppio | Harry Barlow 7-5 6-3 6-2                         | James Baldwin             |               |                     |
| 7 giugno  | West of England Championships 1890 Bath, Gran Bretagna Singolare - Doppio |                                                  |                           |               |                     |
| 7 giugno  | Queen's Club Championships 1890 Londra, Gran Bretagna Singolare - Doppio  | Harry Barlow 3–6, 6–8, 6–1, 6–2, 6–2             | Wilfred Baddeley          |               |                     |
| 7 giugno  | Queen's Club Championships 1890 Londra, Gran Bretagna Singolare - Doppio  |                                                  |                           |               |                     |
| 12 giugno | Middle States Championships 1890 Rochester, USA Singolare - Doppio        | Howard Taylor 5-7 6-3 6-3 6-4                    | A.E. Wright               |               |                     |
| 12 giugno | Middle States Championships 1890 Rochester, USA Singolare - Doppio        |                                                  |                           |               |                     |
| 16 giugno | Scottish Championships 1890 Edimburgo, Gran Bretagna Singolare - Doppio   | Ernest de Sylly Hamilton Browne 6-3 3-6 6-1 6-4  | George Richmond Mewburn   |               |                     |
| 16 giugno | Scottish Championships 1890 Edimburgo, Gran Bretagna Singolare - Doppio   |                                                  |                           |               |                     |
| 20 giugno | New England Championships 1890 New Haven, USA Singolare - Doppio          | Robert Palmer Huntington Jr. 3-6 7-5 3-6 6-2 6-1 | Olivier Campbell          |               |                     |
| 20 giugno | New England Championships 1890 New Haven, USA Singolare - Doppio          |                                                  |                           |               |                     |
| 21 giugno | Kent Championships 1890 Beckenham, Gran Bretagna Singolare - Doppio       | Ernest George Meers 5-7 8-6 6-3 6-3              | Harry Barlow              |               |                     |
| 21 giugno | Kent Championships 1890 Beckenham, Gran Bretagna Singolare - Doppio       |                                                  |                           |               |                     |
| 21 giugno | Northern Championships 1890 Liverpool, Gran Bretagna Singolare - Doppio   | Joshua Pim 2-6 6-8 7-5 7-5 6-3                   | Willoughby James Hamilton |               |                     |
| 21 giugno | Northern Championships 1890 Liverpool, Gran Bretagna Singolare - Doppio   |                                                  |                           |               |                     |
| 25 giugno | Welsh Championships 1890 Newport, Gran Bretagna Singolare - Doppio        | Willoughby Hamilton 6-2 6-3 6-0                  | Charles Lacy Sweet        |               |                     |
| 25 giugno | Welsh Championships 1890 Newport, Gran Bretagna Singolare - Doppio        |                                                  |                           |               |                     |

### Luglio
| Settimana | Torneo                                                                       | Vincitore                               | Finalista                    | Semifinalisti | Eliminati ai quarti |
| --------- | ---------------------------------------------------------------------------- | --------------------------------------- | ---------------------------- | ------------- | ------------------- |
| 6 luglio  | Pacific Coast Championships 1890 San Rafael, USA Singolare - Doppio          | William H. Taylor 6-4 9-7 6-0           | C.R. Yates                   |               |                     |
| 6 luglio  | Pacific Coast Championships 1890 San Rafael, USA Singolare - Doppio          |                                         |                              |               |                     |
| 7 luglio  | Torneo di Wimbledon 1890 Londra, Gran Bretagna Singolare - Doppio            | Willoughby Hamilton 6-8 6-2 3-6 6-1 6-1 | William Renshaw              |               |                     |
| 7 luglio  | Torneo di Wimbledon 1890 Londra, Gran Bretagna Singolare - Doppio            | Joshua Pim Frank Stoker 6-0, 7-5, 6-4   | Ernest Lewis George Hillyard |               |                     |
| 12 luglio | Middlesex Championships 1890 Chiswick Park, Gran Bretagna Singolare - Doppio | Ernest Lewis 6-1 6-4 6-2                | Harold Mahony                |               |                     |
| 12 luglio | Middlesex Championships 1890 Chiswick Park, Gran Bretagna Singolare - Doppio |                                         |                              |               |                     |
| 14 luglio | Western Championships 1890 Chicago, USA Singolare - Doppio                   | Charles A. Chase 6-3 2-6 4-6 6-1 6-3    | John J. McClellan            |               |                     |
| 14 luglio | Western Championships 1890 Chicago, USA Singolare - Doppio                   |                                         |                              |               |                     |
| 26 luglio | Northwestern Championships 1890 Minnetonka, USA Singolare - Doppio           | Charles Sands 6-5 7-5 8-6               | George K. Belden             |               |                     |
| 26 luglio | Northwestern Championships 1890 Minnetonka, USA Singolare - Doppio           |                                         |                              |               |                     |

### Agosto
| Settimana | Torneo                                                                                  | Vincitore                             | Finalista            | Semifinalisti | Eliminati ai quarti |
| --------- | --------------------------------------------------------------------------------------- | ------------------------------------- | -------------------- | ------------- | ------------------- |
| 2 agosto  | Northumberland Championships 1890 Newcastle upon Tyne, Gran Bretagna Singolare - Doppio | Manliffe Francis Goodbody 6-3 6-4 6-3 | Francis Seymour Noon |               |                     |
| 2 agosto  | Northumberland Championships 1890 Newcastle upon Tyne, Gran Bretagna Singolare - Doppio |                                       |                      |               |                     |
| 16 agosto | Derbyshire Championships 1890 Buxton, Gran Bretagna Singolare - Doppio                  | Manliffe Francis Goodbody 6-2 7-5 6-3 | Harry Barlow         |               |                     |
| 16 agosto | Derbyshire Championships 1890 Buxton, Gran Bretagna Singolare - Doppio                  |                                       |                      |               |                     |
| 31 agosto | Southern California Championships 1890 Santa Monica, USA Singolare - Doppio             | Robert Peyton Carter                  | Kenneth Carter       |               |                     |
| 31 agosto | Southern California Championships 1890 Santa Monica, USA Singolare - Doppio             |                                       |                      |               |                     |

### Settembre
| Settimana    | Torneo                                                                           | Vincitore                                              | Finalista                   | Semifinalisti | Eliminati ai quarti |
| ------------ | -------------------------------------------------------------------------------- | ------------------------------------------------------ | --------------------------- | ------------- | ------------------- |
| 3 settembre  | U.S. National Championships 1890 Newport, USA Singolare - Doppio                 | Olivier Campbell 6-2 4-6 6-3 6-1                       | Henry Slocum                |               |                     |
| 3 settembre  | U.S. National Championships 1890 Newport, USA Singolare - Doppio                 | Valentine Hall Clarence Hobart 6-3, 4-6, 6-2, 2-6, 6-3 | Charles Carver John Ryerson |               |                     |
| 6 settembre  | Queensland Championships 1890 Brisbane, Australia Singolare - Doppio             | Arthur Taylor 6-3 6-4 6-0                              | E.P. Hudson                 |               |                     |
| 6 settembre  | Queensland Championships 1890 Brisbane, Australia Singolare - Doppio             |                                                        |                             |               |                     |
| 13 settembre | South of England Championships 1890 Eastbourne, Gran Bretagna Singolare - Doppio | Arthur George Ziffo 7-9 6-1 6-2 7-5                    | James Baldwin               |               |                     |
| 13 settembre | South of England Championships 1890 Eastbourne, Gran Bretagna Singolare - Doppio |                                                        |                             |               |                     |

### Ottobre
Nessun evento

### Novembre
| Settimana   | Torneo                                                               | Vincitore                         | Finalista | Semifinalisti | Eliminati ai quarti |
| ----------- | -------------------------------------------------------------------- | --------------------------------- | --------- | ------------- | ------------------- |
| 18 novembre | Victorian Championships 1890 Melbourne, Australia Singolare - Doppio | John Crammond 6-2 6-3 4-6 2-6 6-4 | Ben Green |               |                     |
| 18 novembre | Victorian Championships 1890 Melbourne, Australia Singolare - Doppio |                                   |           |               |                     |

### Dicembre
Nessun evento

### Gennaio 1891
| Settimana  | Torneo                                                                        | Vincitore                              | Finalista      | Semifinalisti | Eliminati ai quarti |
| ---------- | ----------------------------------------------------------------------------- | -------------------------------------- | -------------- | ------------- | ------------------- |
| 1º gennaio | New Zealand Championships 1890 Christchurch, Nuova Zelanda Singolare - Doppio | Joy Marriott Marshall 6-3 6-4 10-8     | Minden Fenwick |               |                     |
| 1º gennaio | New Zealand Championships 1890 Christchurch, Nuova Zelanda Singolare - Doppio | Richard Dacre Harman Frederick Wilding |                |               |                     |

### Senza data
| Settimana | Torneo                                                         | Vincitore   | Finalista              | Semifinalisti | Eliminati ai quarti |
| --------- | -------------------------------------------------------------- | ----------- | ---------------------- | ------------- | ------------------- |
|           | Southern Championships 1890 Washington, USA Singolare - Doppio | A.E. Wright | Frederick S. Mansfield |               |                     |
|           | Southern Championships 1890 Washington, USA Singolare - Doppio |             |                        |               |                     |